# 朱崇年
朱崇年（?—?），廣東省新會縣人，清朝政治人物、進士出身。
光緒二十九年，會試辛丑壬寅併科第248名。光緒三十年；殿試登進士三甲第72名，后授以主事分部學習。